# O Jardim dos suplicios
1. REDIRECT O Jardim dos Suplícios